# Lupinus erectifolius
Lupinus erectifolius är en ärtväxtart som beskrevs av Charles Piper Smith. Lupinus erectifolius ingår i släktet lupiner, och familjen ärtväxter. Inga underarter finns listade i Catalogue of Life.